# Sariwani
Sariwani is een bestuurslaag in het regentschap Probolinggo van de provincie Oost-Java, Indonesië. Sariwani telt 1525 inwoners (volkstelling 2010).